# Luz Machado
Luz Machado (Ciudad Bolívar, 3 de febrer de 1916-1999, pseudònim:  Ágata Cruz) era una poeta, periodista, assagista i activista política veneçolana. Cofundadora del Círculo Escritores de Venezuela i Membre de la Sociedad Bolivariana.

## Publicacions
- Ronda
- Variaciones en tono de amor
- Vaso de resplandor
- Canto al Orinoco
- Sonetos nobles y sentimentales
- Sonetos a la sombra de Sor Juana Inés de la Cruz
- Retratos y tormentos
- Crónicas sobre Guayana

## Premis
- Medalla de Plata, Asociación de Escritores Venezolanos.
- Premio Nacional de Literatura de Venezuela, 1987.
- Orden Francisco Miranda, 1993